# Fascia clitorisului
Fascia clitorisului reprezintă un înveliș conjunctiv care acoperă corpii cavernoși clitoridieni, vasele sangvine și nervii dorsali. Fascia este alcătuit din numeroase fibre elastice, formând un țesut conjunctiv lax. Conține numeroase fibre care îi conferă un rol special în timpul tumescenței. Fiind lipsită de celule adipoase, pielea prepuțului se deplasează liber pe suprafața corpurilor cavernoase în timpul erecției. Între fascie și tunica albuginea se află nervul dorsal și unele vase sanguine.

## Omologie
Din punct de vedere embriologic și morfologic, fascia clitorisului reprezintă o membrană conjunctivă asemănătoare fasciei profunde a penisului (fascia Buck).